# Elektromagnetisk puls

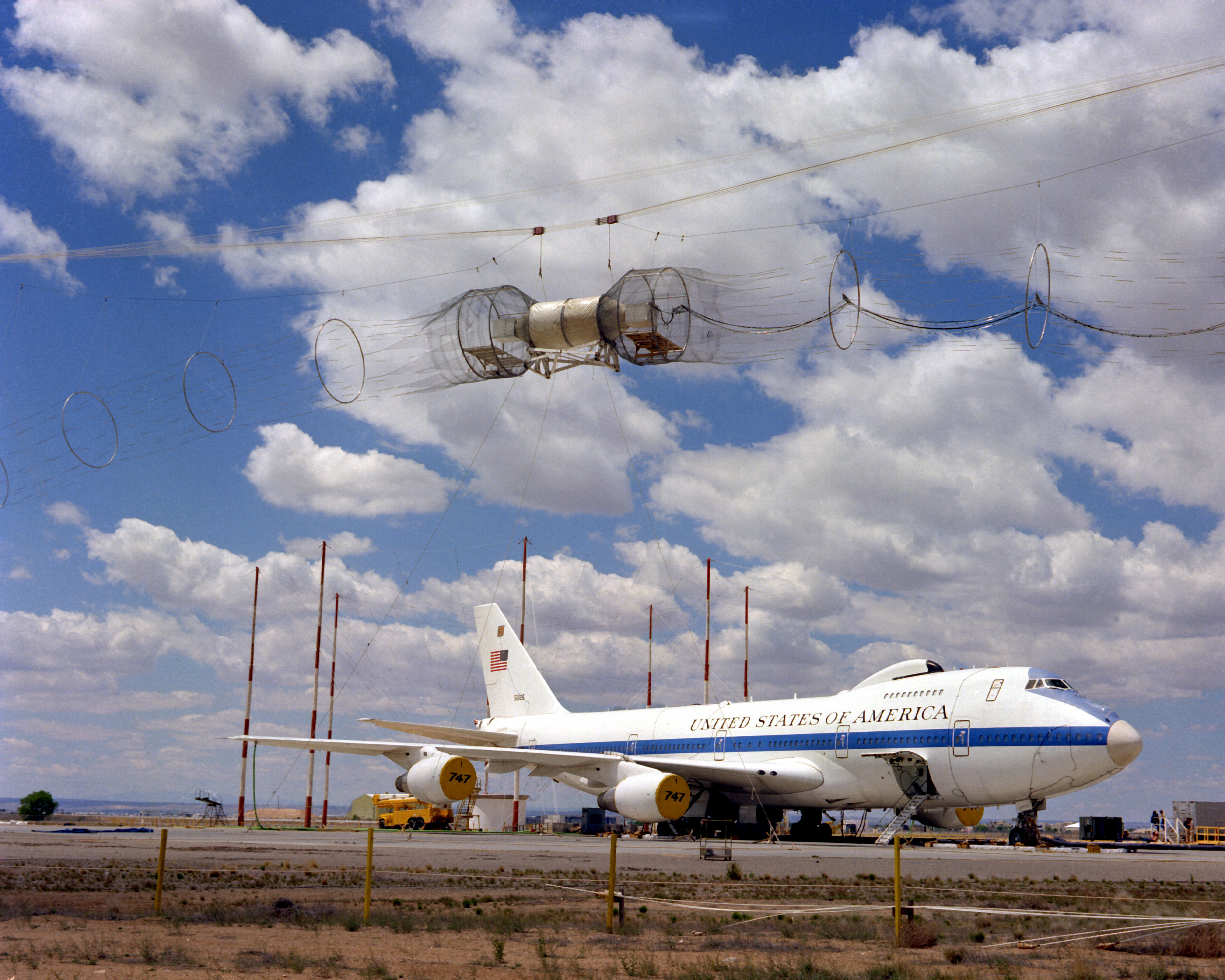
Boeing E-4B i en EMP-simulator

Elektromagnetisk puls, EMP, är en mycket kortvarig, bredbandig och energirik puls av elektromagnetism som bland annat uppstår vid kärnvapenexplosioner. En mycket kraftig första impuls varar 10–100 ns. Den efterföljs av en svans avtagande eftersvängningar under 2–5 ms.
EMP skadar elektronik genom de höga elektriska spänningar som pulsen inducerar, men är ofarlig för levande varelser. Mycket stora områden kan påverkas då kärnvapen detonerar på hög höjd, så kallad "High-Altitude Electromagnetic Pulse (HEMP)". Vid det amerikanska kärnvapenprovet Starfish Prime 1962 skadades elektrisk utrustning på 1 445 km avstånd.
Redan vid tidiga kärnvapenprov kände man till att utrustning skulle skadas om den inte skyddades, detta tack vare Enrico Fermis teorier. Skydd finns, som exempelvis jordade faradayburar. En sådan skyddar dock inte för den gammastrålning som också uppstår vid en kärnvapenexplosion. Gammastrålningen kan åstadkomma induktionseffekter även inuti en faradaybur. Att "jorda" en faradaybur är praktiskt svårt att utföra så att önskad skyddsverkan erhålls.
Forskning pågår för att ta fram vapen som kan skicka ut en elektromagnetisk puls på andra sätt, så kallad non-nuclear electromagnetic pulse (NNEMP).

## Höjdens inverkan

### Luftexplosion (EMP, 1 à 2km över mark)
Inom några km avstånd från nollpunkten skadas hårda mål.
- Genom joniserad, delvis ledande luft.
- Direkt induktion, d.v.s. stötströmmar i, och stötspänningar mellan mark och metallkonstruktioner.

Jordströmmarnas styrka påverkas av omgivningens ledningsförmåga (inträngningsdjupet). Ju mindre inträngningsdjupet är, desto mindre blir jordströmmen. Konventionellt definierar man inträngningsdjupet till det djup där strömmen nedgått till 37 % av värdet vid ytan. Några exempel på inträngningsdjup ges i nedanstående tabell.
|                                   | Konduktivitet | Inträngningdjup (m) |
| --------------------------------- | ------------- | ------------------- |
| Fuktigt berg                      | 10–4          | 180                 |
| Fuktig mark (ytlager), injövatten | 10–3          | 60                  |
| Havsvatten                        | 1             | 2                   |
| Kopparplåt                        | 6⋅107         | 2⋅10–4              |

Mjuka mål skadas upp till några 10-tal km från nollpunkten
- Bredbandig radiostrålning, induktion i ledare utanför nollpunkten. Strålningsmaximum ligger kring 10 MHz
- Ledningsbunden energiutbredning i el- och telekablar, järnvägsräls, metalliska rörledningar m m

### Höghöjdexplosion (HEMP, mer än 30 à 50km över mark)
Verkningar kan ske 1000-tals km bort:
- radiostrålning.
- jordmagnetiska fältet påverkas.
- induktionsströmmar i jordytan.
- störningar i telegraf- och signalsystem över mycket stora områden.

## Elstötverkan
- Värmeutveckling (lokalt vid diskontinuiteter) på grund av hög strömstyrka. En strömstöt av tillräcklig styrka kan skapa magnetiska krafter som slungar iväg ledningar.
- Spänningsöverslag medförande isolationsfel.
- Gnista eller ljusbåge. Kan skapa brand i drivmedelsförråd. I metallskärmade rum kan det bli gnistor i skarpa hörn på insidan av skyddet.

## EMP-styrkans beroende av kärnladdningens storlek
- Effekten 100 kW/kt utgör cirka 0,01 % av explosionens totala effekt (mekanisk effekt, radioaktivitet).
- Mättnadsfältstyrka 100 kV/m inträffar 0,1 à 2 km från nollpunkten. Kärnladdningens storlek inverkar på detta avstånd.
- Toppströmstyrka 300 MA/kt.

Vid explosion vid eller nära marken är EMP-effekten föga beroende av kärnladdningens storlek.
Fältstyrkorna avtar snabbt vid sfärisk, symmetrisk explosion (klotform), annars mindre snabbt i vissa riktningar,

## Känslighet hos elkomponenter
Exempel:
| Komponent                | Skadlig energimängd (Ws) |
| ------------------------ | ------------------------ |
| Blandardiod för mikrovåg | 10–7                     |
| Fälteffekttransistor     | 10–6                     |
| MOSFET                   | 10–6                     |
| HF-transistor            | 10–6                     |
| LF-transistor            | 10–6                     |
| Tyristor                 | 10–6                     |
| Kiseldiod                | 10–4                     |
| Radiorör                 | 10–2                     |
| Filterspolar (miniatyr)  | 10–1                     |
| Elkraftkomponenter       | ≥1 ofta ≫1               |

Skadlig verkan av EMP sträcker sig längre bort än mekaniska skador orsakade av kärnladdningar.

## I populärkultur
EMP används i filmserien Matrix och sägs där vara det enda vapnet som människorna har mot maskiner, vilka tagit över positionen som dominerande art. 
En så kallad Pinch används av rollfiguren Basher Tarr i filmen Oceans Eleven för att sända ut en EMP som släcker ner stora delar av elektroniken i Las Vegas.
EMP finns också i Need for speed hot pursuit 2010, både street racer och polis kan använda den för att skada motståndare. I spelet Starcraft 2 Wings of Liberty så kan terransoldaten Ghost använda EMP. 
EMP finns även i spelen Call of Duty: Modern Warfare 2 & 3, Black Ops 2 och Battlefield 2142 & 4. I multiplayerläge används det för att slå ut fiendelagets elektronikhjälpmedel.
I James Bond-filmen Goldeneye är Goldeneye ett EMP-vapen. Romanen One Second After av William R. Forstchen  skildrar livet i en småstad i North Carolina efter att all elektronik i USA slagits ut av en EMP-attack.